# 台湾五叶参
台湾五叶参（学名：Pentapanax castanopsidicola）是五加科五叶参属的植物，为台灣的特有植物。分布于台灣本島，生长于海拔1,800米的地区，目前尚未由人工引种栽培。